# Danilo Vitalino Pereira
Danilo Vitalino Pereira (20 de junio de 1986) es un futbolista brasileño que se desempeña como delantero.
Jugó para clubes como el FC Gifu.

## Trayectoria

### Clubes
| Club    | País  | Año  |
| ------- | ----- | ---- |
| FC Gifu | Japón | 2012 |

## Estadística de carrera

### J. League
| Club    | Año   | J. League | J. League | Copa J. League | Copa J. League | Total | Total |
| Club    | Año   | Part.     | Goles     | Part.          | Goles          | Part. | Goles |
| ------- | ----- | --------- | --------- | -------------- | -------------- | ----- | ----- |
| FC Gifu | 2012  | 6         | 1         | -              | -              | 6     | 1     |
| Total   | Total | 6         | 1         | 0              | 0              | 6     | 1     |